# Magdalene Sibylle af Slesvig-Holsten-Gottorp
Magdalene Sibylle af Slesvig-Holsten-Gottorp (født 1631 på Gottorp Slot, død 1719 i Güstrow) var tysk hertuginde af fødsel samt ved ægteskab med hertug Gustav Adolf af Mecklenburg-Güstrow. 
Magdalene Sibylle var næstældste datter af den gottorpske hertug Frederik 3. og dennes gemal Marie Elisabeth af Sachsen. Den 28. december 1654 giftede hun sig med hertug Gustav Adolf, og trådte med ham ind i et mindre bemidlet og stærkt religiøst fyrstehof i Güstrow. Parret fik 11 børn, heriblandt Louise – gift med Frederik 4. af Danmark og Norge, samt arveprinsen Carl (1664–1688) som ikke efterlod sig arvinger, hvorfor linjen Mecklenburg-Güstrow uddøde med faderen. 
Efter Gustav Adolf død i 1695 forblev Magdalena Sibylle enkehertuginde i 26 år. Hun holdt sig med et lille hof i Güstrow. 